# Hans Bongardt
Hans Bongardt (* 23. April 1876 in Rheinkamp-Bornheim/Niederrhein; † 21. Februar 1966 in Hildesheim) war ein deutscher Pädagoge und Schriftsteller.

## Leben
Hans Bongardt absolvierte eine Ausbildung an einem Lehrerseminar
und wirkte anschließend als Volksschullehrer. Später studierte er Naturwissenschaften an den Universitäten in Jena und Heidelberg und promovierte zum Doktor der Philosophie. Ab 1908 unterrichtete er als Gymnasiallehrer in Hildesheim, ab 1922 war er an der dortigen Staatlichen Goetheschule tätig. - Hans Bongardts literarisches Werk umfasst Romane und Erzählungen.

## Werke
- Der Rappenhof, Wolfenbüttel 1911
- O du Heimatflur, Wolfenbüttel 1912
- Der alte Berns, Leipzig 1914
- Ich hatt' einen Kameraden ..., Wolfenbüttel 1915
- Der Finkenbauer, Berlin [u. a.] 1919
- Schwarz-Rot-Gold?, Berlin [u. a.] 1920
- Das silberne Pferd, Berlin 1920
- Der Marder und andere Tiergeschichten, Dresden 1922
- Ein großer Prinz aus kleiner Zeit, Leipzig 1923
- Formi, die Ameise, Wolfenbüttel 1925
- Der neue Bürgermeister, Wolfenbüttel 1925
- Der Quartalsspieler, Wolfenbüttel 1925

| Personendaten    | Personendaten                         |
| ---------------- | ------------------------------------- |
| NAME             | Bongardt, Hans                        |
| KURZBESCHREIBUNG | deutscher Pädagoge und Schriftsteller |
| GEBURTSDATUM     | 23. April 1876                        |
| GEBURTSORT       | Rheinkamp-Bornheim                    |
| STERBEDATUM      | 21. Februar 1966                      |
| STERBEORT        | Hildesheim                            |